# Adelges pindrowi
Adelges pindrowi är en insektsart. Adelges pindrowi ingår i släktet Adelges och familjen barrlöss. Inga underarter finns listade i Catalogue of Life.